# إلوب خني
إلوب خني (الاسم العلمي: Elops machnata) (بالإنجليزية: Tenpounder)‏ هو نوع من الأسماك يتبع جنس الإلوب من فصيلة الإلوبات.